# Marco Antonio Gnifone
Marco Antonio Gnifone (in latino Marcus Antonius Gnipho; 115 a.C. – 65 a.C. circa) è stato un grammatico romano proveniente dalla Gallia, vissuto a cavallo del 100 a.C..

## Biografia
Nato in Gallia, fu esposto da bambino e fu cresciuto come schiavo di un Marco Antonio: in seguito alla manumissio, secondo le convenzioni della onomastica romana prese il nomen e prenome del suo ex padrone. Secondo le fonti, fu allievo, ad Alessandria, di Dionisio Scitobrachione, mostrando una grande memoria ed un'ottima capacità linguistica sia in greco che in latino.
Fu, inoltre, precettore del giovane Giulio Cesare, per poi istituire una scuola nella sua casa, dove si dice che non fissasse la parcella, basandosi  sulla generosità dei suoi allievi; tra gli altri, si dice che Marco Tullio Cicerone abbia frequentato la sua scuola mentre era pretore nel 66 a.C., così come Ateio Filologo.

## Opere
Gnifone avrebbe scritto sicuramente più opere, anche se ci resta solo il titolo, tramandato da Svetonio, De Latino Sermone ("Sulla lingua latina") in due libri. Gli è stata attribuita anche la Rhetorica ad Herennium, ma tale attribuzione non è ampiamente accettata.